# Family Circle Cup 2015
La Family Circle Cup 2015 è stato un torneo femminile di tennis giocato sulla terra verde. È stata la 43ª edizione della Family Circle Cup, che fa parte della categoria Premier nell'ambito del WTA Tour 2015. Il torneo si è giocato al Family Circle Tennis Center di Charleston, dal 6 al 12 aprile 2015.

## Partecipanti

### Teste di serie
| Nazionalità | Giocatrice               | Ranking* | Testa di serie |
| ----------- | ------------------------ | -------- | -------------- |
| Canada      | Eugenie Bouchard         | 7        | 1              |
| Russia      | Ekaterina Makarova       | 9        | 2              |
| Germania    | Andrea Petković          | 10       | 3              |
| Italia      | Sara Errani              | 13       | 4              |
| Germania    | Angelique Kerber         | 15       | 5              |
| Serbia      | Jelena Janković          | 17       | 6              |
| Stati Uniti | Madison Keys             | 18       | 7              |
| Francia     | Caroline Garcia          | 25       | 8              |
| Australia   | Samantha Stosur          | 26       | 9              |
| Stati Uniti | Varvara Lepchenko        | 31       | 10             |
| Kazakistan  | Zarina Dijas             | 32       | 11             |
| Svizzera    | Belinda Bencic           | 34       | 12             |
| Romania     | Irina-Camelia Begu       | 35       | 13             |
| Russia      | Anastasija Pavljučenkova | 38       | 14             |
| Germania    | Mona Barthel             | 39       | 15             |
| Regno Unito | Heather Watson           | 41       | 16             |

* Le teste di serie sono basate sul ranking al 23 marzo 2015

### Altre partecipanti
Le seguenti giocatrici hanno ricevuto una wild card per il tabellone principale:
- Eugenie Bouchard
- Varvara Lepchenko
- Bethanie Mattek-Sands
- Sachia Vickery

Le seguenti giocatrici sono passate dalle qualificazioni:

- Lucie Hradecká
- Jessica Pegula
- Sesil Karatančeva
- Sara Sorribes Tormo
- Laura Siegemund
- Kateryna Bondarenko
- Kristína Kučová
- Danka Kovinić

## Campionesse

### Singolare
Angelique Kerber ha sconfitto in finale  Madison Keys per 6-2, 4-6, 7-5.
- È il quarto titolo in carriera per la Kerber, il primo del 2015.

### Doppio
Martina Hingis /  Sania Mirza hanno sconfitto in finale  Casey Dellacqua /  Darija Jurak per 6-0, 6-4.
- Grazie a questa vittoria Sania Mirza raggiunge la testa della classifica WTA.[1]